# 传入神经纤维
傳入神經纖維，為感覺神經元的軸突，會將神經刺激由感受器或感覺器官傳送到中樞神經系統，与传出神经纤维相对应。此一名詞亦形容結構間相對的連結，傳入神經纖維會和特定的中間神經元連接。传入神经纤维丛可构成传入神经或感觉神经。
在神經系統裡，存在一封閉環系統，即“感覺、決定、反應”。此由感覺神經元、中間神經元及運動神經元的作用以實行。例如，一個觸碰或疼痛刺激會在腦中產生一個感覺，只有當有關其刺激的資訊經由傳入神經傳送至腦部之後。傳入神經的結構包含有一長條的樹狀突及一較短的軸突；傳入神經細胞體的形狀是光滑且圓形的。脊髓外，上千個傳入神經細胞體聚集在一背根的隆起物－背根節內。